# The Kitchen (2012)
The Kitchen is een Amerikaanse comedy-dramafilm uit 2012 onder regie van Ishai Setton, met in de hoofdrollen Laura Prepon, Bryan Greenberg, Dreama Walker, Matt Bush en Tate Ellington.

## Verhaal
Jennifer Parker is een conservatrice die onlangs haar baan heeft opgezegd om haar eigen kunstgalerie te openen. Voor haar 30e verjaardag organiseert haar vriend Stan, die heimelijk verliefd is op haar, een verjaardagsfeestje. Maar wat een feestelijke gebeurtenis had moeten zijn, wordt voor Jennifer een dag om snel te vergeten. Haar vriend Paul, met wie ze al jaren een relatie heeft, heeft haar de avond ervoor opgebiecht dat hij haar met meerdere vrouwen bedriegt en haar jongere zusje Penny is na een kortstondige affaire zwanger en zal later die week een abortus ondergaan.
De film speelt zich volledig af in de keuken en de aangrenzende eetkamer van Jennifers huis, dat ze deelt met haar huisgenoot Kenny.

## Rolverdeling
| Acteur            | Personage |
| ----------------- | --------- |
| Laura Prepon      | Jennifer  |
| Bryan Greenberg   | Paul      |
| Dreama Walker     | Penny     |
| Matt Bush         | Stan      |
| Tate Ellington    | Kenny     |
| Amber Stevens     | Amanda    |
| Pepper Binkley    | Kim       |
| Catherine Reitman | Pam       |
| Baron Vaughn      | Andre     |
| Jillian Clare     | Nikki     |
| Adam Chambers     | Tony      |
| Brittany Finamore | Julia     |

## Release
The Kitchen ging in première op het GenArt Film Festival op 14 augustus 2012. Later dat jaar was de film ook te zien op het BendFilm Festival, het Tallgrass Film Festival, het Austin Film Festival, het Ft. Lauderdale Film Festival en het Daytona Beach Film Festival.
Op 14 maart 2013 werd The Kitchen in Los Angeles vertoond in een van de bioscopen van de Laemmle Theatres-bioscoopketen. Op 9 april 2013 werd de film uitgebracht op dvd en sinds 18 november 2016 is de film beschikbaar via streaming.